# Flota del Canal
La Flota del Canal (del inglés: Channel Fleet) fue la formación de barcos de guerra de la Royal Navy, encargada de la defensa de las aguas del Canal de la Mancha entre los años 1690 y 1909.

## Historia
Diversas flotas de la Royal Navy habían operado en el Canal de la Mancha desde el siglo XVI, combatiendo, por ejemplo, a la Armada Invencible en 1588 o a la flota de invasión holandesa comandada por Guillermo de Orange en 1688. Pero, una flota del canal estable y organizada no surgirá hasta finales del siglo XVII y principios del siglo XVIII. Su primer comandante en jefe fue Edward Russell I duque de Oxford. La necesidad de una flota permanente surgió como respuesta a la amenaza de las nuevas bases francesas en Tolón, Brest, Le Havre y algunos otros puertos del golfo de Vizcaya, desde donde barcos franceses se internaban en aguas del Canal. Hasta 1801, el control de estas bases siguió siendo su principal función y, durante las Guerras Napoleónicas se llegó, incluso, a crear buques especiales de abastecimiento para suministrar provisiones a los navíos ingleses que debían pasar meses en las aguas del canal sin tocar tierra para mantener bloqueados a los barcos franceses en sus puertos.

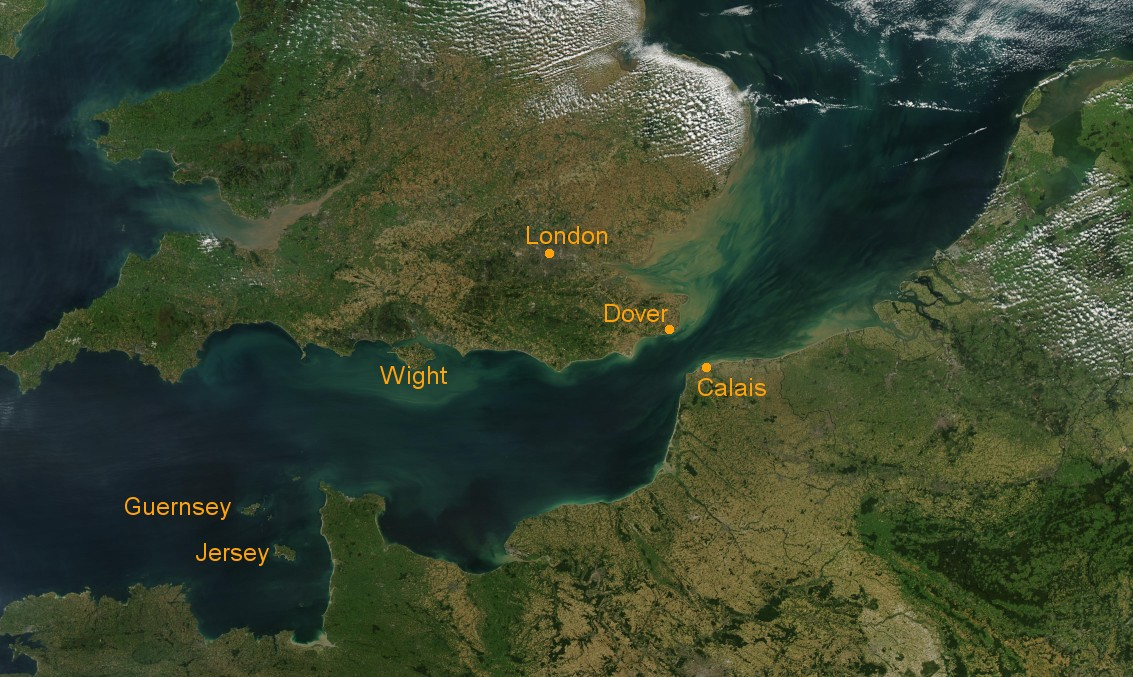
Vista satélite del canal de la Mancha (English Channel —canal inglés— para los ingleses o La Manche —la Manga— para los franceses).

En el siglo XIX, como Francia construyó un puerto para barcos a vapor en Cherburgo; Inglaterra hizo lo propio en el puerto de Pórtland para albergar a la Flota del Canal. Se construyó un gran rompeolas cuyas obras comenzaron en 1849 para terminar en 1872. Sin embargo la flota permaneció allí de un modo estable solo durante 1858.
Con la mejora de las relaciones franco-británicas y el creciente riesgo de la militarización de Alemania durante el 1900, el valor estratégico de la Flota del Canal fue decayendo puesto que el teatro de operaciones se fue trasladando hacia el mar del Norte. El 14 de diciembre de 1904 la Flota del Canal fue reconvertida a la Flota del Atlántico mientras que la Home Fleet se transformó en la Flota del Canal.
Finalmente, el 24 de marzo de 1909, con motivo de una reorganización de las flotas, la Flota del Canal pasó a ser la 2º División de la Home Fleet la cual, con el comienzo de la Primera Guerra Mundial, se fundiría con la Flota del Atlántico para crear la Gran Flota que lucharía en la Gran Guerra.

## La Flota del Canal en la literatura
La Flota del Canal aparece en varias novelas históricas sobre la Royal Navy. Destacable es Hornblower and the Hotspur de Cecil Scott Forester en la que un héroe de ficción, Horatio Hornblower, se convierte en el favorito del comandante de la Flota del Canal, almirante William Cornwallis. También la flota aparece en varias novelas de la serie Aubrey-Maturin del escritor Patrick O'Brian.
En la novela Billy Budd de Herman Melville la acción se desarrolla a bordo de barcos de la Flota del Canal, durante los sucesos que siguieron a varios motines (de presos en barco de tropas) de importancia en 1797.
En la novela, La Guerra de los mundos, la Flota del Canal protege a la masa de refugiados que huyeron de un ataque de los marcianos embarcando en la costa de Essex. La heroica lucha inicial del barco ficticio HMS Thunder Child y el posterior enfrentamiento general se describe con detalle en el capítulo titulado The Thunderchild.

## Oficiales al mando
Comandantes en jefe de la Flota del Canal:
- Lord Anson (1746-1747)
- Augustus Keppel (1778-1779)
- Charles Hardy (1779-1780)
- Francis Geary (mayo de 1780-septiembre de 1780)
- George Darby (1780-1782)
- Richard Howe (1782-1783)
- Richard Howe (1793-1795)
- Lord Bridport (1795-1800)
- Lord St Vincent (1800-1803)
- William Cornwallis (1803-1806)
- Lord St Vincent (1806-1807)
- Lord Gardner (1807-1808)
- Lord Gambier (1808-1811)
- Charles Cotton (1811-1812)
- Lord Keith (1812-1814)
- Edward Codrington (1831, durante un viaje de pruebas)
- William Parker (1846-1847)
- Charles Napier (1847-1849)
- William Martin (1849-1852)
- Armar Corry (1853-1854)
- Charles Fremantle (1858-1860)
- Robert Stopford (1860-1861)
- Robert Smart (1861-1863)
- Sydney Dacres (1863-1866)
- Hastings Yelverton (1866-1867)
- Frederick Warden (1867-1868)
- Thomas Symonds (1868-1870)
- Hastings Yelverton (julio de 1870-octubre de 1870)
- George Wellesley (1870-1871)
- Geoffrey Hornby (1871-1874)
- Beauchamp Seymour (1874-1877)
- John Hay (1877-1879)
- Arthur Hood (1880-1882)
- William Dowell (1882-1883)
- The Duke of Edinburgh (1883-1884)
- Algernon de Horsey (1884-1885)
- Charles Fellowes (1885-1886)
- William Hewett (1886-1888)
- John Baird (1888-1890)
- Michael Culme-Seymour (1890-1892)
- Henry Fairfax (1892-1894)
- Robert Fitzroy (1894-1895)
- Walter Kerr (1895-1897)
- Henry Stephenson (1897-1898)
- Harry Rawson (1898-1901)
- Arthur Wilson (1901-1903)
- Charles Beresford (1903-1905)
- Arthur Wilson (1905-1907)
- Charles Beresford (1907-1909)
- Lewis Bayly (1914-1915)